# Умберто Суріта
Умберто Суріта Морено (ісп. Humberto Zurita Moreno; нар. 2 вересня 1954, Торреон, Коауїла) — мексиканський актор театру, кіно та телебачення, продюсер.

## Життєпис
Народився 2 вересня 1954 року у місті Торреон, штат Коауїла, в родині агента з продажів і домогосподарки, де окрім нього були ще дев'ятеро дітей. Вивчав акторську майстерність в Університетському театральному центрі (CUT) при Національному автономному університеті Мексики (клас Ектора Мендоси), який закінчив 1976 року.
Славу принесли ролі у численних теленовелах компаній Televisa, TV Azteca та Telemundo. В кіно дебютував 1981 року з невеликою роллю у фільмі «Слід смерті» Артуро Ріпштейна.
1984 року удостоєний премії Арієль як найкращий актор за роль у фільмі Феліпе Казальса «Під шрапнеллю» за п'єсою «Справедливі» Камю. 
Із 1995 року виступає як режисер-постановник і продюсер теленовел та фільмів, заснувавши спільно з дружиною та братом Херардо продюсерську компанію «ZuBa Producciones».
2008 року удостоєний премії Мексиканської асоціації театральних критиків (ACPT) як найкращий актор за роль у постановці «Чорний дрізд» (англ. Blackbird) за п'єсою Девіда Гарровера.

## Особисте життя
1986 року одружився з акторкою Крістіан Бах, разом з якою знявся у теленовелі «Єдинокровка». У подружжя народились двоє синів — Себастьян і Еміліано. Шлюб тривав до смерті дружини 2019 року від дихальної недостатності.

## Вибрана фільмографія
Актор

| Рік       |   | Українська назва                  | Оригінальна назва              | Роль                              |
| --------- | - | --------------------------------- | ------------------------------ | --------------------------------- |
| 1978      | с | Жінка                             | Una mujer                      | Хав'єр                            |
| 1979      | с | Дівчина з кварталу                | Muchacha de barrio             | Рауль                             |
| 1980      | с | Хочу літати                       | Querer volar                   | Даніель                           |
| 1980—1981 | с | Соледад                           | Soledad                        | Фернандо                          |
| 1981      | ф | Слід смерті                       | Rastro de muerte               | Херардо Вальєс                    |
| 1981      | с | Право на народження               | El derecho de nacer            | Альберто Лемонта                  |
| 1983—1984 | с | Прокляття                         | El malefiicio                  | Хорхе де Мартін                   |
| 1983      | ф | Під шрапнеллю                     | Bajo la metrala                | Педро Матео                       |
| 1984      | ф | Кривавий Місяць                   | Luna de sangre                 | Антоніо                           |
| 1984      | ф | День, коли помер Педро Інфанте    | El día que murió Pedro Infante | Пабло Руеда                       |
| 1985      | ф | Гарячий Місяць                    | Luna caliente                  | Раміро Бернардес                  |
| 1985—1986 | с | Єдинокровка                       | De pura sangre                 | Альберто Салерно                  |
| 1986      | ф | Трійка кубків                     | El rtes de copas               | Даміан                            |
| 1987      | ф | Від жінки до жінки                | De mujer a mujer               | Серхіо                            |
| 1988      | с | Пов'язані одним ланцюгом          | Encadenados                    | Херман                            |
| 1991      | с | На межі смерті                    | Al filo de la muerte           | Френсіс Рікер                     |
| 1992      | ф | Озброєне викрадення               | Secuestro a mano armada        | Андрес                            |
| 1992      | ф | Сліпа смерть                      | Muerte ciega                   | Луїс                              |
| 1993      | ф | Зодіакальний вбивця               | El asesino del zodiaco         | Гарсія Рохас                      |
| 1993      | с | Примха                            | Capricco                       | Даніель Франко                    |
| 1994—1995 | с | Політ орлиці                      | El vuelo del águila            | генерал Порфіріо Діас у молодості |
| 1995      | с | На одне обличчя                   | Bajo un mismo ristro           | Себастьян Обрегон                 |
| 1995      | ф | Поцілунок в губи                  | Bésame en la boca              | менеджер компанії звукозапису     |
| 1996      | с | Запалений факел                   | La antorcha encendida          | Маріано Фонсеррада                |
| 1997      | с | Одного разу в нас виростуть крила | Alguna vez tendremos alas      | Гільєрмо Ламас                    |
| 2003      | с | Під маскою месника                | Ladrón de corazones            | Антоніо Вега                      |
| 2005      | с | Полюби ворога свого               | Lis Plateados                  | дон Еміліо Гальярдо               |
| 2006—2007 | с | Марина                            | Marina                         | Гільєрмо Аларкон                  |
| 2007      | ф | Нещастя                           | Propiedad ajena                | полковник Роберт Кроссман         |
| 2008      | ф | Під сіллю                         | Bajo la sal                    | командир Трухільйо                |
| 2008—2009 | с | Таємниці душі                     | Secretos del alma              | Андрес Ласкураїн                  |
| 2009      | ф | Ейфорія                           | Euforia                        | Пат Коркоран                      |
| 2011—2019 | с | Королева Півдня                   | La reina del Sur               | Епіфаніо Варгас                   |
| 2013      | с | Жити поза часом                   | Vivir a destiempo              | Рохеліо Бермудес                  |
| 2016      | с | Жінка Кентавра                    | La querida del Centauro        | Бенедикто Суарес «Кентавр»        |
| 2020      | с | Сто днів, щоб закохатися          | 100 días para enamorarnos      | Раміро Рівера                     |
| 2022      | ф | Сімейний портрет                  | Un retrato de familia          | Маріано Авенданьйо                |

Продюсер
- 1993 — Єзавель (телефільм) / Jezebel
- 1994 — Віяло леді Віндермір (телефільм) / El abanico de Lady Windermere
- 1994 — Гедда Габлер (телефільм) / Hedda Gabler
- 1994 — Нетерпіння серця (телефільм) / Impaciencia del corazón
- 1995 — Поцілунок в губи (музичний фільм) / Bésame en la boca
- 1995 — На одне обличчя (серіал) / Bajo un mismo rostro
- 1996 — В полоні пристрасті (серіал) / Cañaveral de pasiones
- 1997 — Вовчиця (серіал) / La chacala
- 1998 — Сеньйора (серіал) / Señora
- 1998 — Перла (серіал, перша частина) / Perla
- 1998 — Асуль Текіла (серіал) / Azul tequila
- 1999 — Кандидат (серіал) / El candidato
- 2000 — Вулиця наречених (серіал) / La calle de las novias
- 2002 — Несумісні (серіал) / Agua y aceite
- 2002 — Без дозволу батьків (серіал) / Sin permiso de tus padres

Режисер
- 1993 — Єзавель (телефільм) / Jezebel
- 1994 — Нетерпіння серця (телефільм) / Impaciencia del corazón
- 1998 — Асуль Текіла (серіал) / Azul tequila
- 1999 — Кандидат (серіал) / El candidato

## Нагороди та номінації
Арієль
- 1984 — Найкращий актор (Під шрапнеллю).

TVyNovelas Awards
- 1983 — Номінація на найкращу чоловічу роль — відкриття (Право на народження).
- 1984 — Найкращий лиходій (Прокляття).
- 1986 — Найкращий актор (Єдинокровка).
- 1992 — Найкращий актор (На межі смерті).
- 1995 — Найкращий актор (Політ орлиці).
- 1996 — Найкраща продюсерська робота (На одне обличчя).
- 1997 — Найкраща теленовела (В полоні пристрасті).

ACE Awards
- 1985 — Найкращий актор (Прокляття).
- 1999 — Найкраща продюсерська робота (Асуль Текіла).

Срібна богиня
- 1984 — Найкраща чоловіча роль — відкриття (Під шрапнеллю).
- 1985 — Найкращий актор (День, коли помер Педро Інфанте).

La Maravilla
- 1984 — Найкращий актор другого плану (Прокляття).